# Colo de Pito
Colo de Pito é uma aldeia portuguesa da freguesia das Monteiras no concelho de Castro Daire, Distrito de Viseu.
Colo de Pito tem 149 habitantes (2006). No centro da aldeia existe a Capela de Nossa Senhora da Saúde.
A localidade situa-se a pouco mais de 10 km de Castro Daire e 20 km de Lamego. Colo de Pito é servida por excelentes acessos rodoviários mantendo o acesso e utilização da EN2 e ainda pela A24, onde se entra e sai tanto pelo nó de Cinfães/Castro Daire Norte (Senhora da Ouvida) como no nó de Bigorne.

## Origem do Nome
Colo de Pito tem a origem do seu nome no Latim, como a maioria das palavras da nossa Língua. Os romanos, que invadiram e colonizaram a Península Ibérica, acharam tão belo e aprazível o lugar, que lhe chamaram “Colum Pictum” (Colina Pintada), de onde derivou o atual nome “Colo de Pito”.

## Geografia
Coordenadas GPS: Latitude 40º 57´43.48´´N - Longitude 7º 53´2.19 ´´W. Altitude: 885 metros. Código postal: Colo de Pito, 3600-472 Monteiras.
A aldeia de Colo de Pito situa-se num planalto tendo como fundo a Serra de Montemuro (a oitava maior elevação de Portugal Continental, com 1382 metros de altitude. Situa-se no concelho de Cinfães, distrito de Viseu e região do Douro Litoral, a sua altitude média é de 838m e está compreendida entre o rio Douro, a Norte e o rio Paiva, a sul, confinando com a cidade de Lamego. O seu ponto mais alto é denominado por Montemuro, a 1.381 metros de altitude. Na serra, nascem o Rio Balsemão [lugar do Rossão], o Rio Cabrum, o Rio Bestança e o Ribeiro de Carcavelos), no prolongamento da Senhora da Ouvida. 
Do alto do Torrão, como se fosse um miradouro, avistam-se o Alto da Ucha para o lado do Mezio, e as aldeias de Vale Abrigoso, Carvalhas, Monteiras, Serra da Estrela, Senhora da Ouvida e Moura Morta.
À noite é possível apreciar o firmamento - céu estrelado, com estrelas cintilantes e cometas de quando em vez. Também é possível apreciar várias constelações " a olho nu ", por exemplo  Estrela Polar ( estrela que pela sua posição no firmamento, diretamente acima de um dos polos da Terra é utilizada para auxiliar a navegação,. a Estrela Polar pode referir-se tanto a Estrela do Norte como a Estrela do Sul embora a expressão seja usualmente utilizada em referência a Polaris, a estrela mais brilhante da constelação Ursa Menor (em latim: Ursa Minor), que é atualmente a Estrela do Norte ). O vento sopra forte no inverno. Durante a primavera e verão sopra uma pequena brisa de ar fresco que retempera o fluxo do constante ar quente.

## Celebrações

### Festa anual da Nossa Senhora da Saúde
As principais festas de Colo de Pito em Honra de Nossa Senhora da Saúde, realizam-se, anualmente, no 3º Domingo de Julho, contando com a festa religiosa propriamente dita (missa, procissão acompanhada por banda de música) e a parte recreativa e cultural, desporto e baile, quer no dia quer na véspera.

### Festa anual da Nossa Senhora da Ouvida
Esta festa anual, celebrada, em 3 de Agosto, tem um carácter religioso com romaria e novena desde há décadas, contando com missa campal e procissão. Desde tempos idos uma das suas principais atrações é a feira de gado bovino, corrida de cavalos e luta de bois.

## Galeria

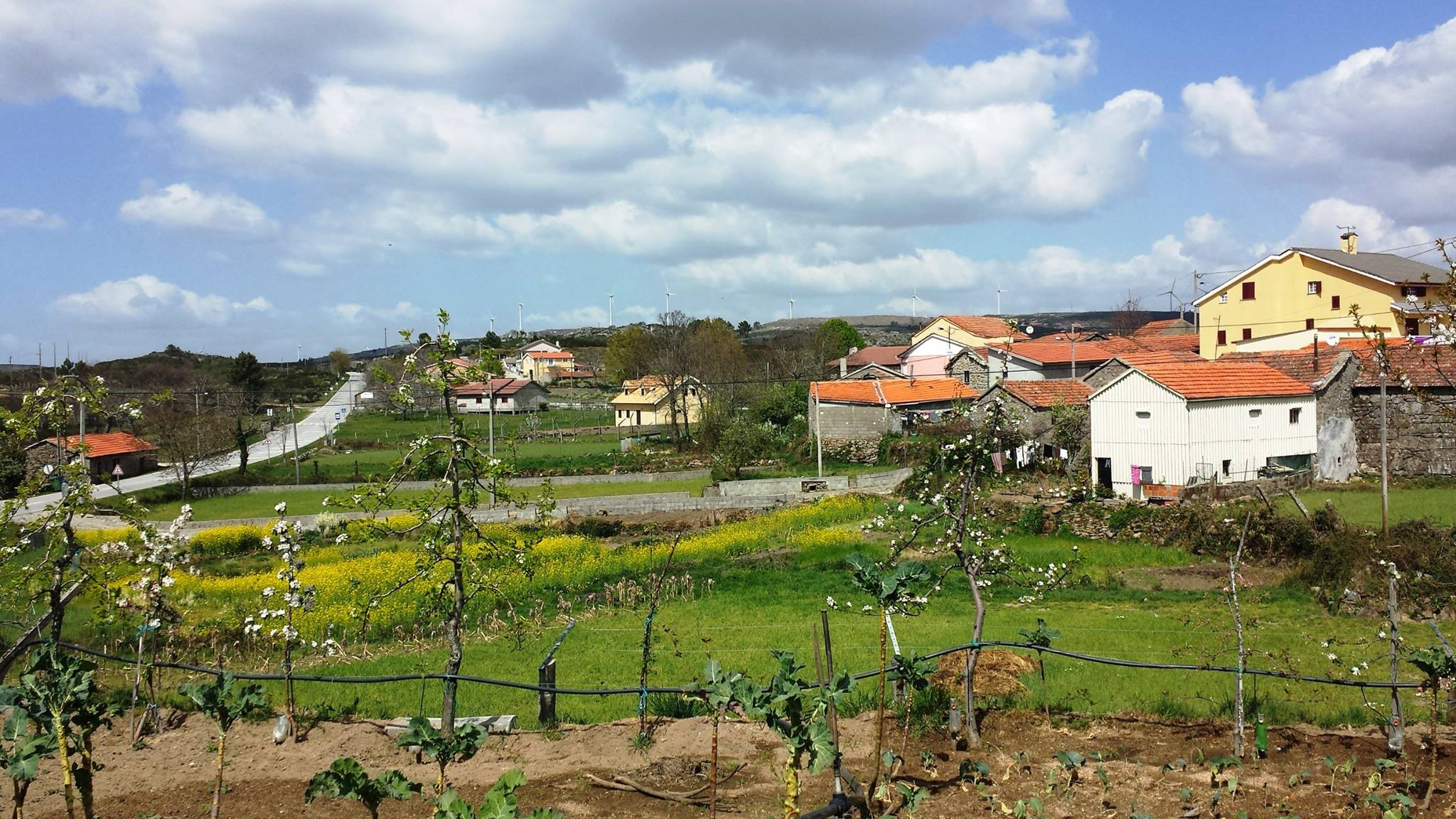
Vista parcial de Colo de Pito
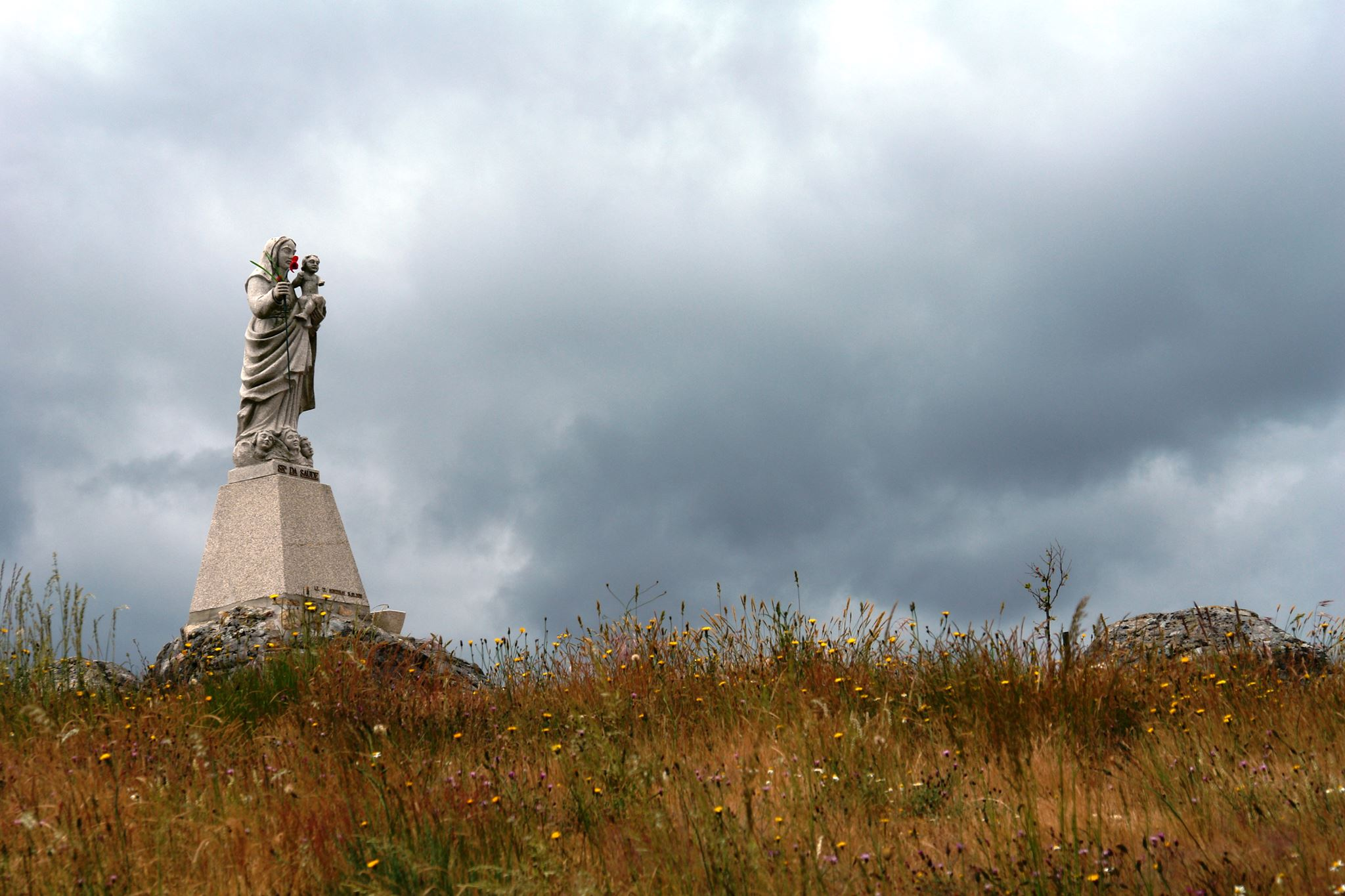
Nossa Senhora da Saude - Torrão
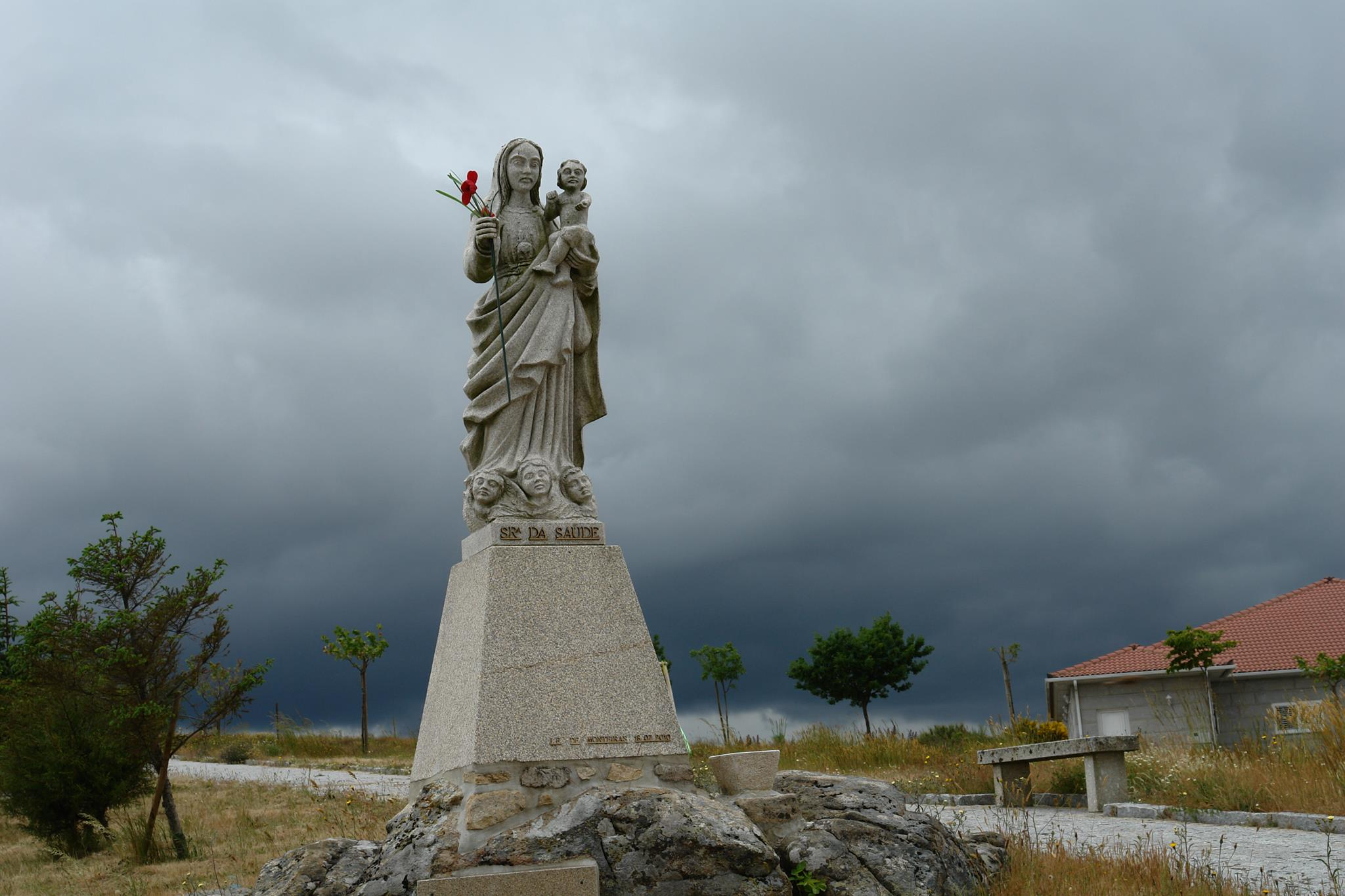
Estátua de Nossa Senhora da Saúde
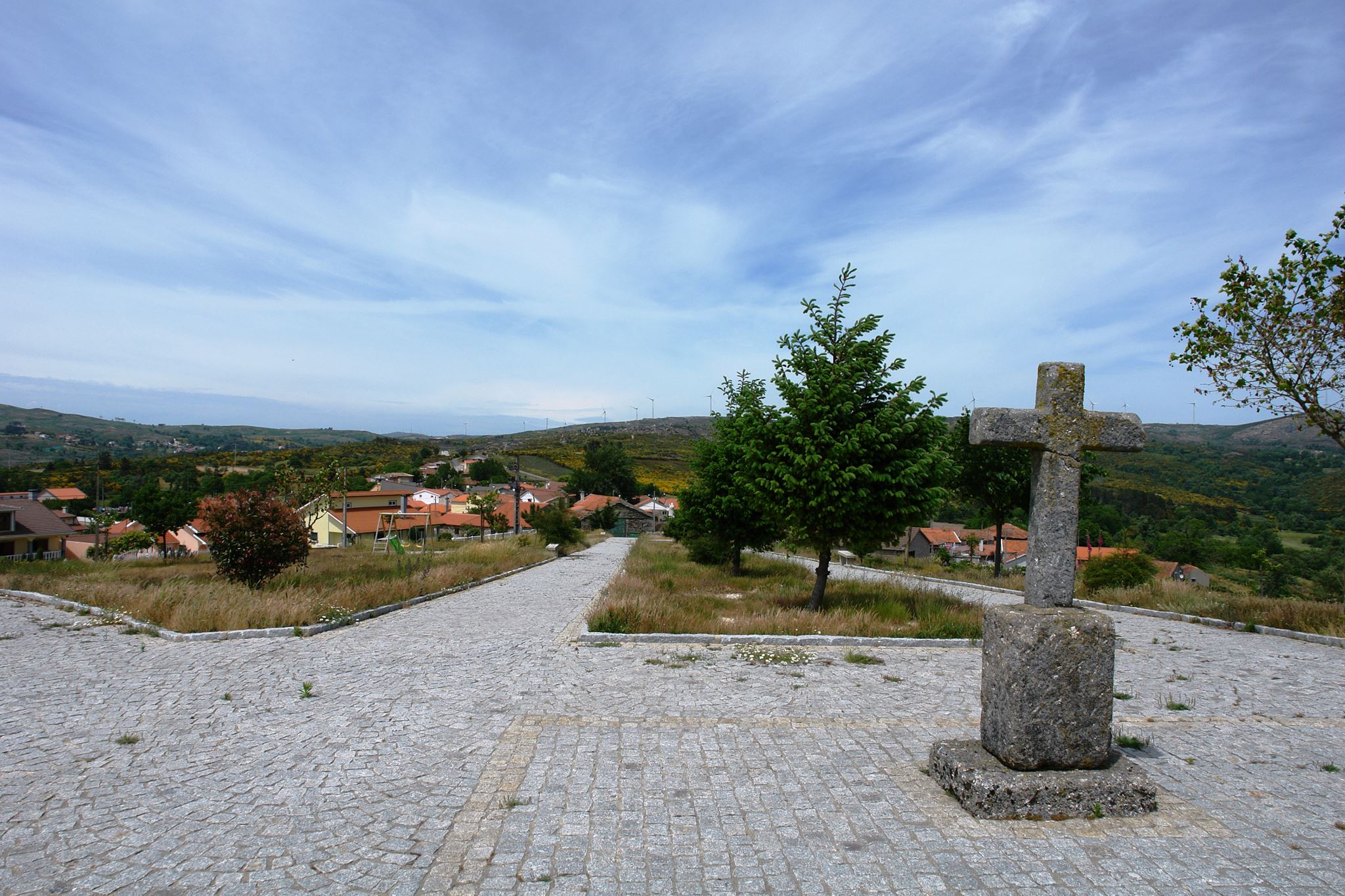
Torrão - Colo de Pito
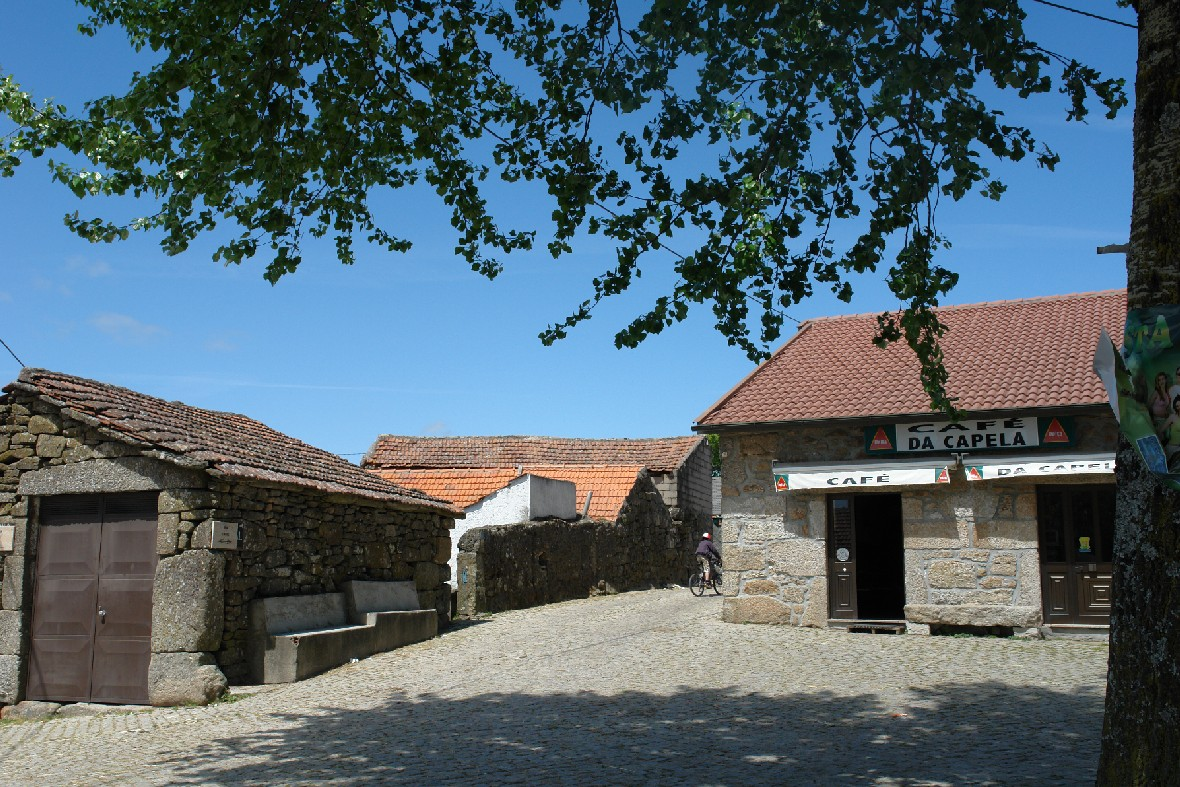
Largo da capela
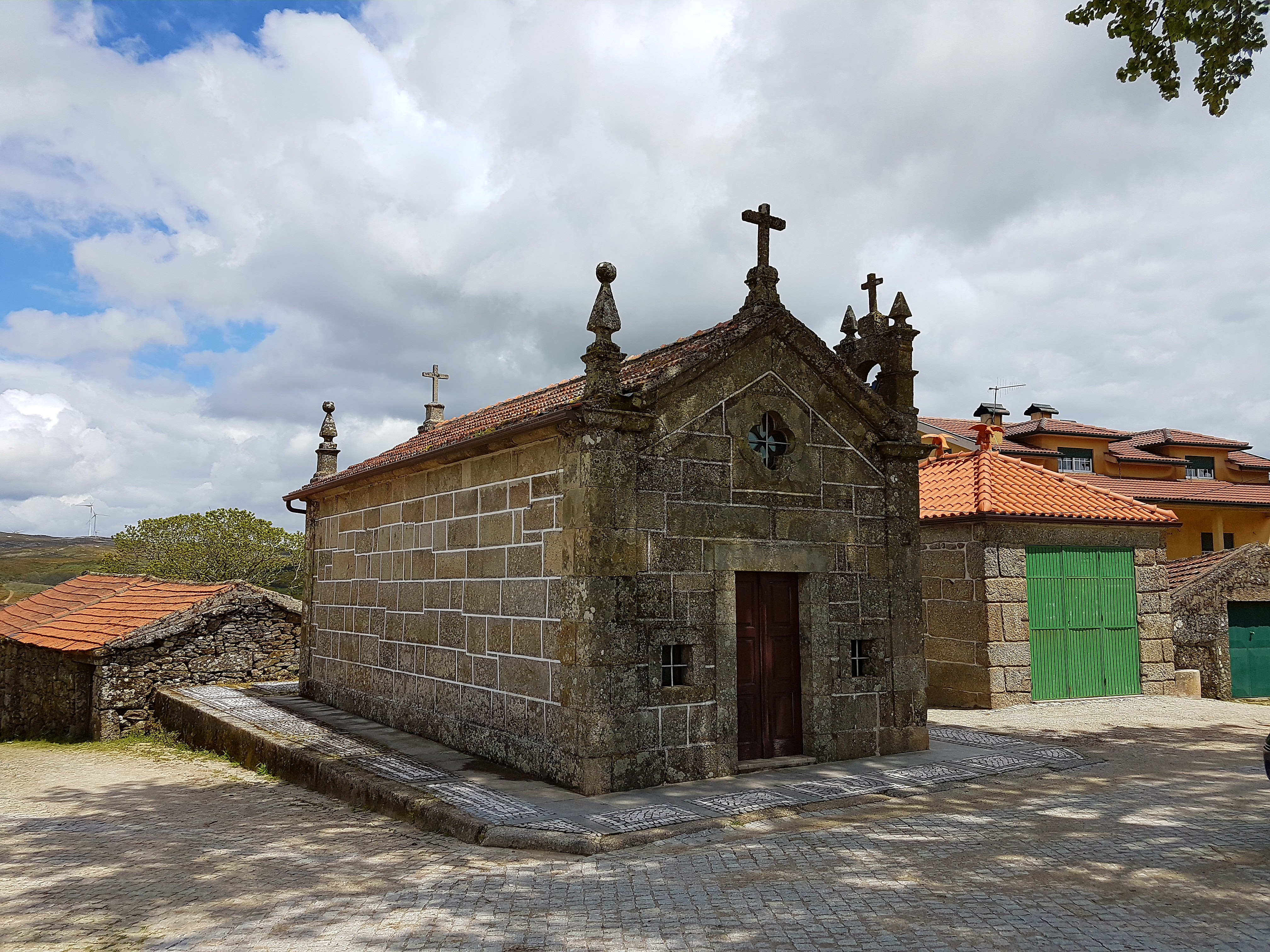
Largo da capela
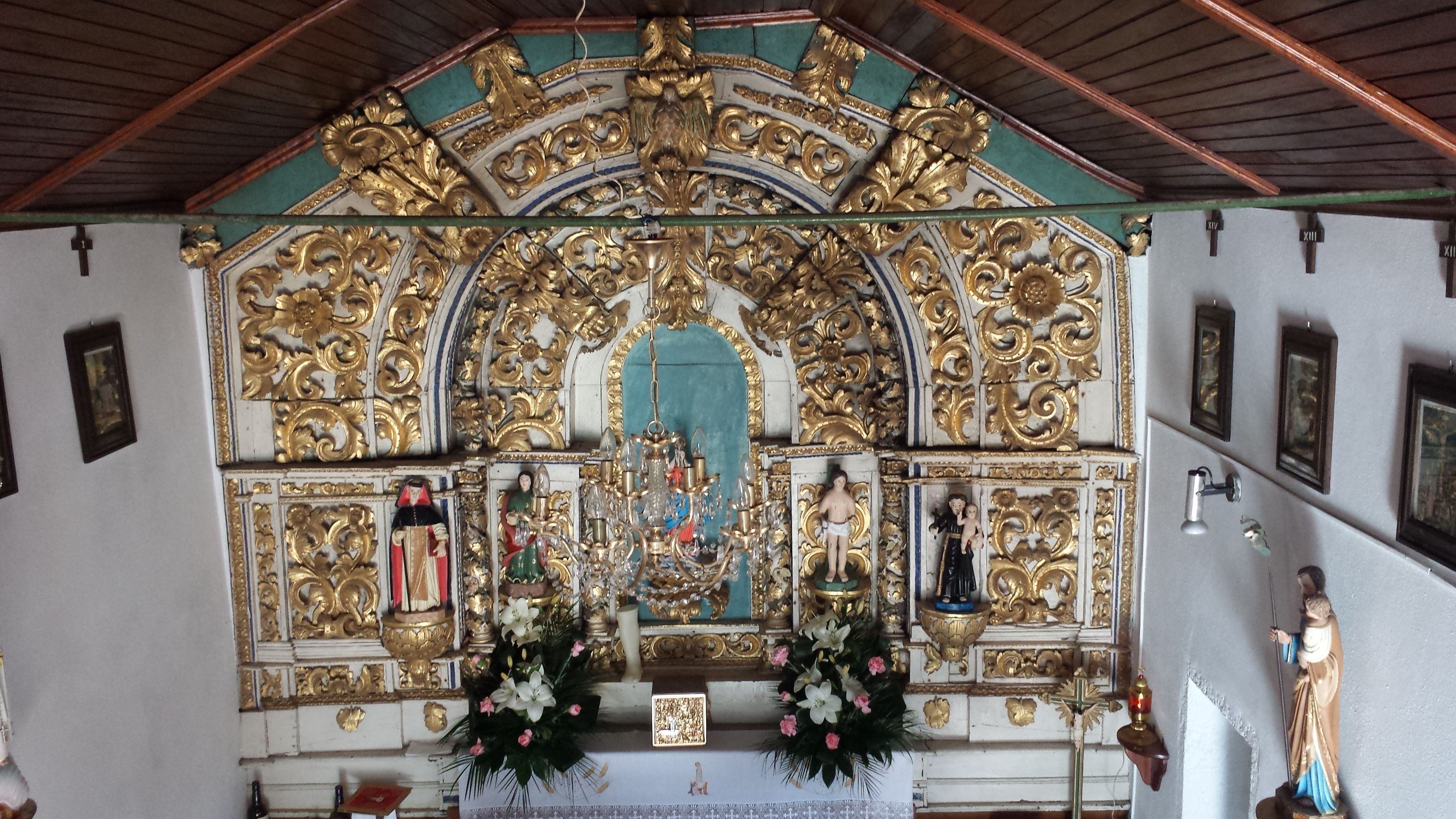
Altar da Capela
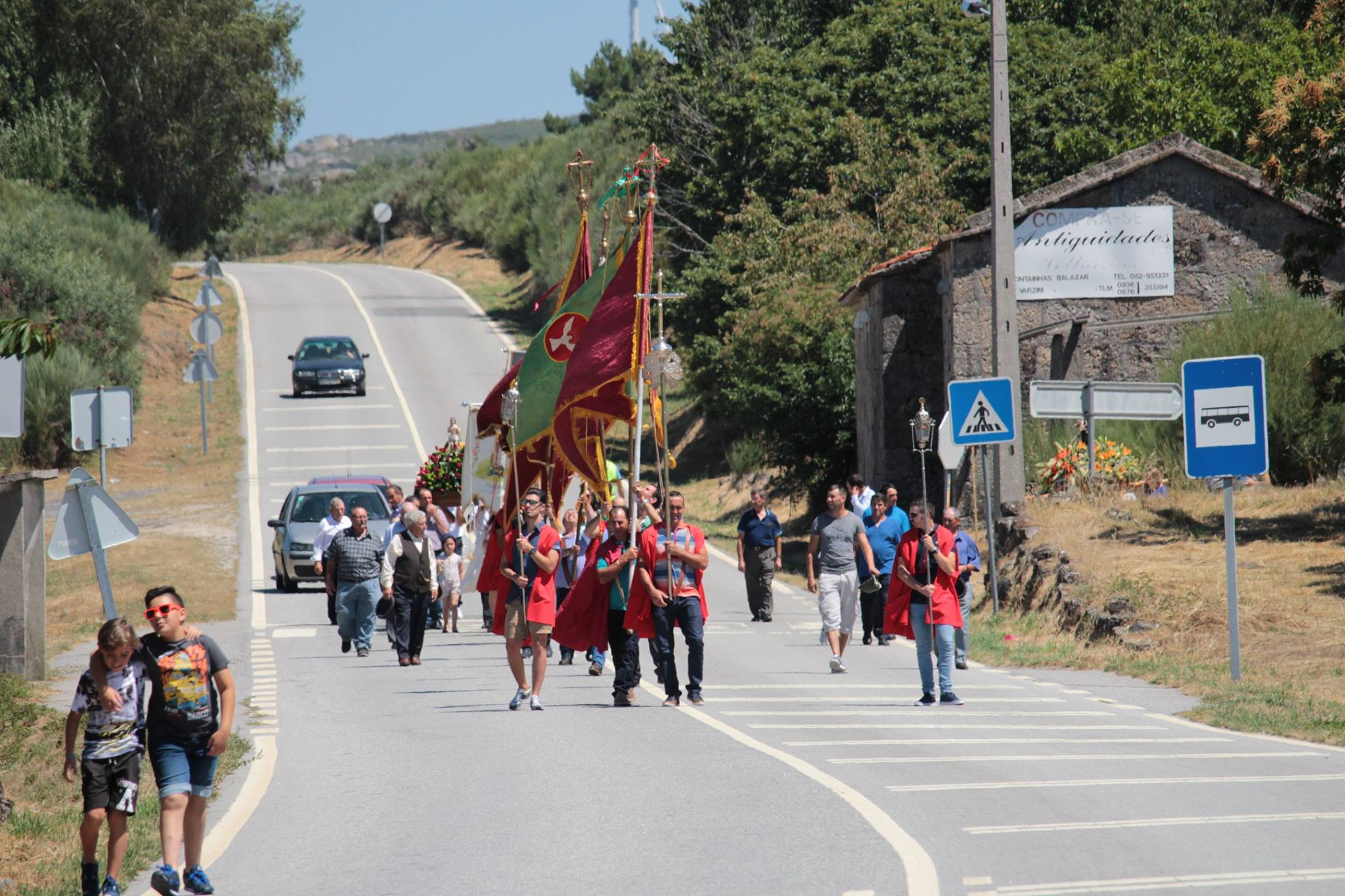
Procissão nas Festas em 2017
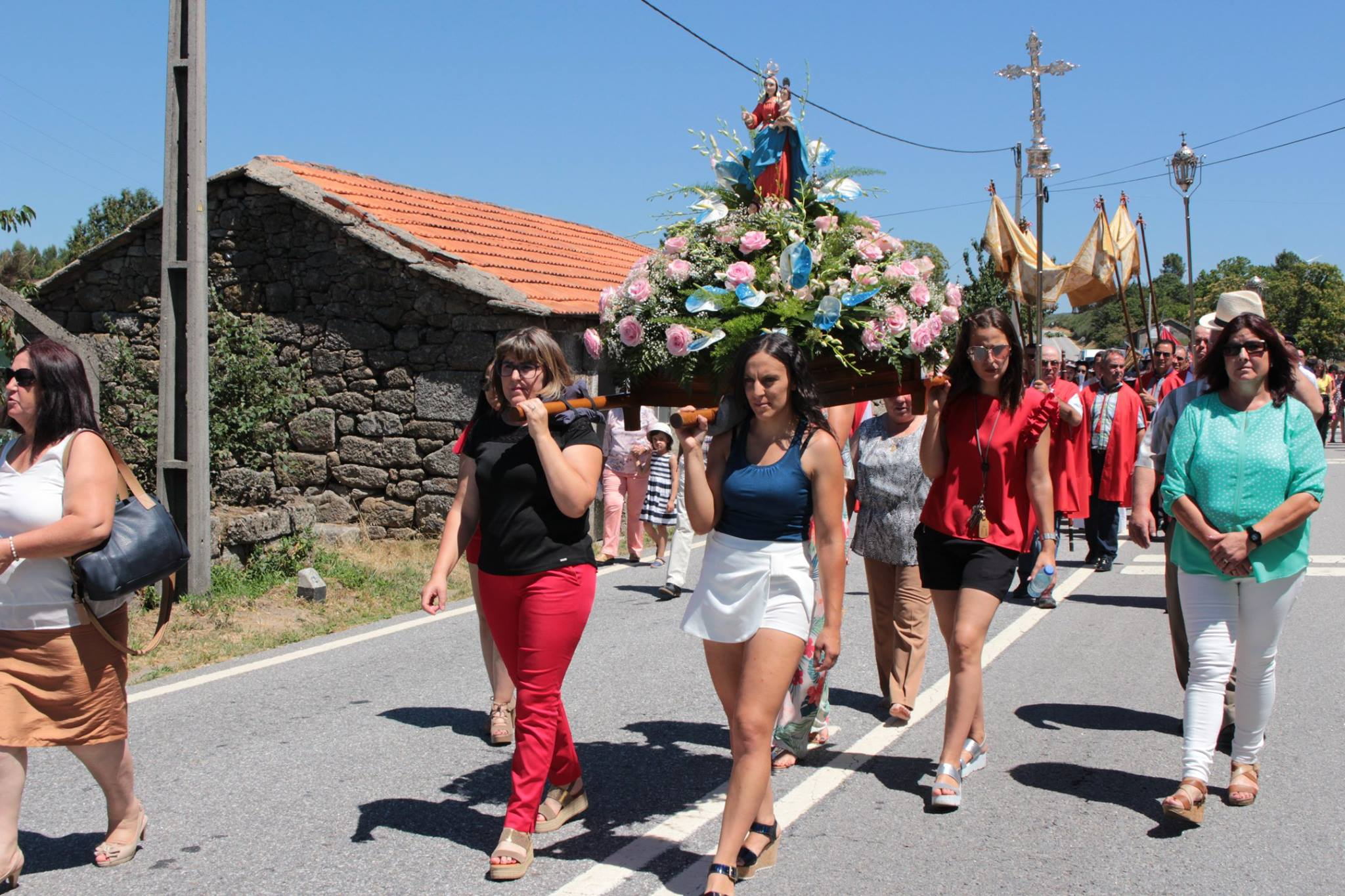
Andor de N Senhora da Saúde - Festas de 2017
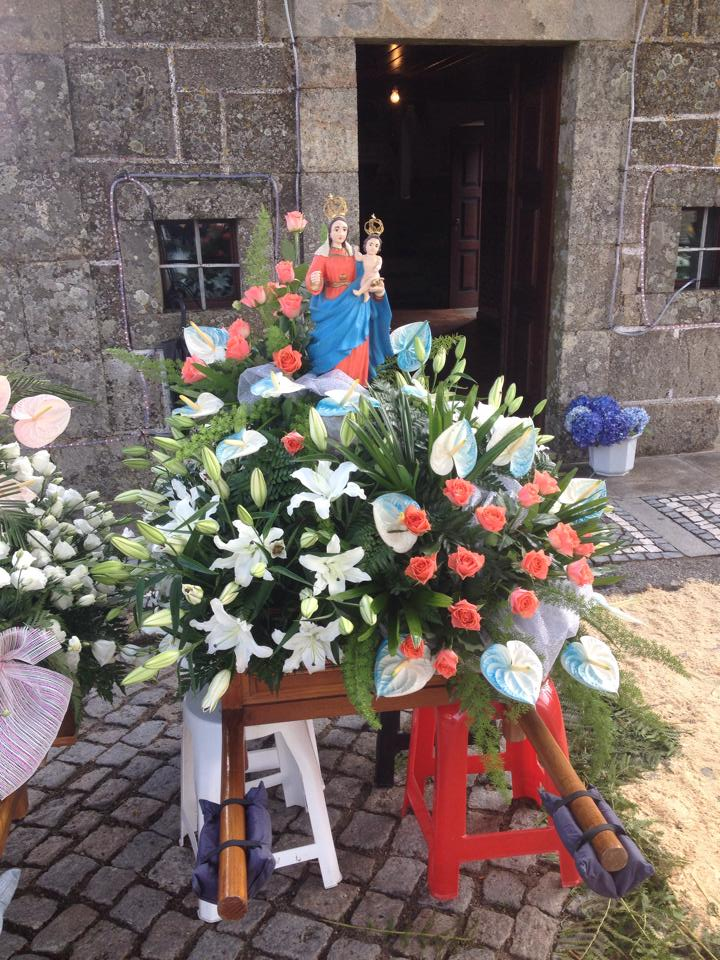
Nossa Senhora da Saúde
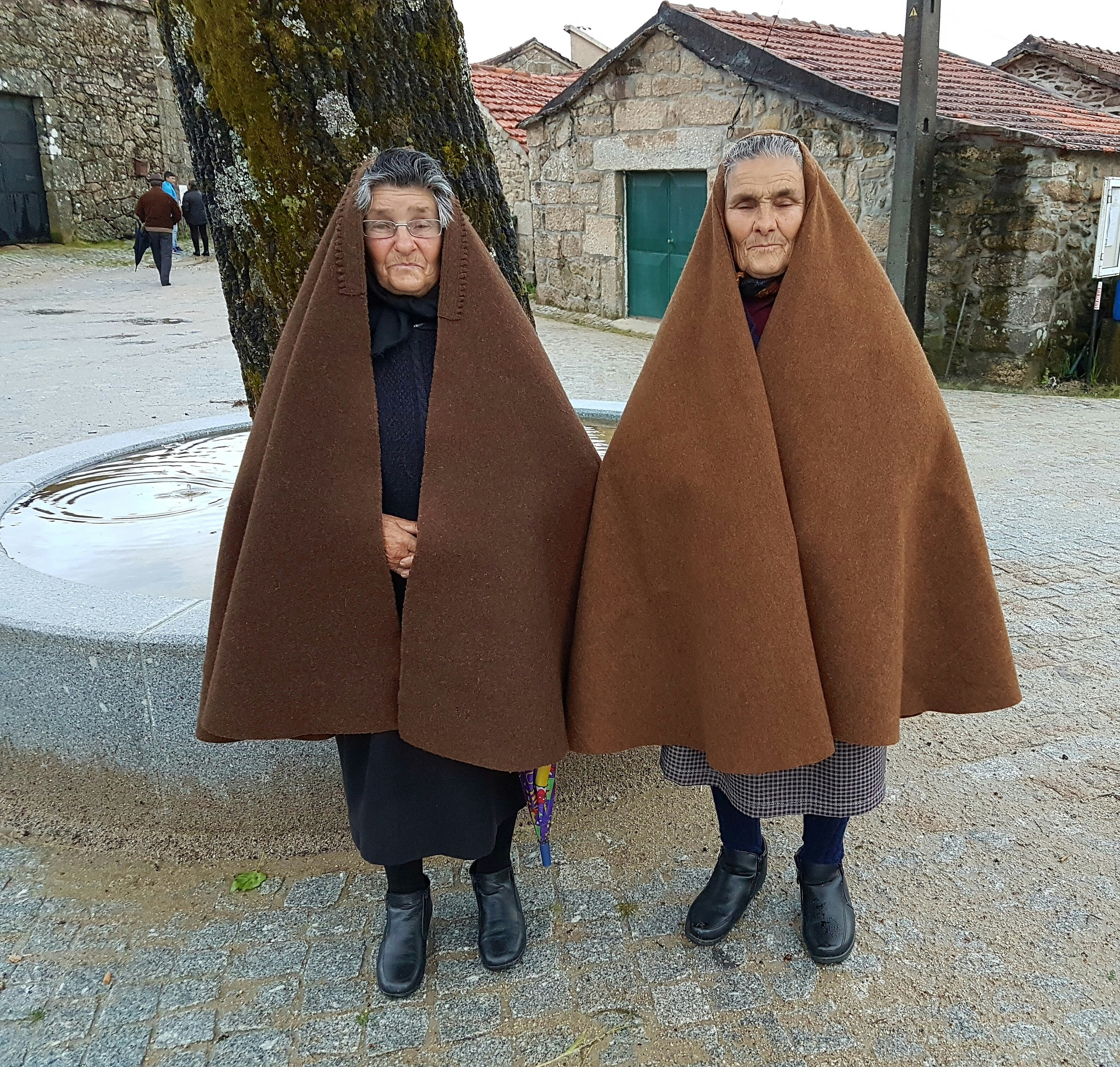
Habitantes de Colo de Pito com o uso tradicional da capucha
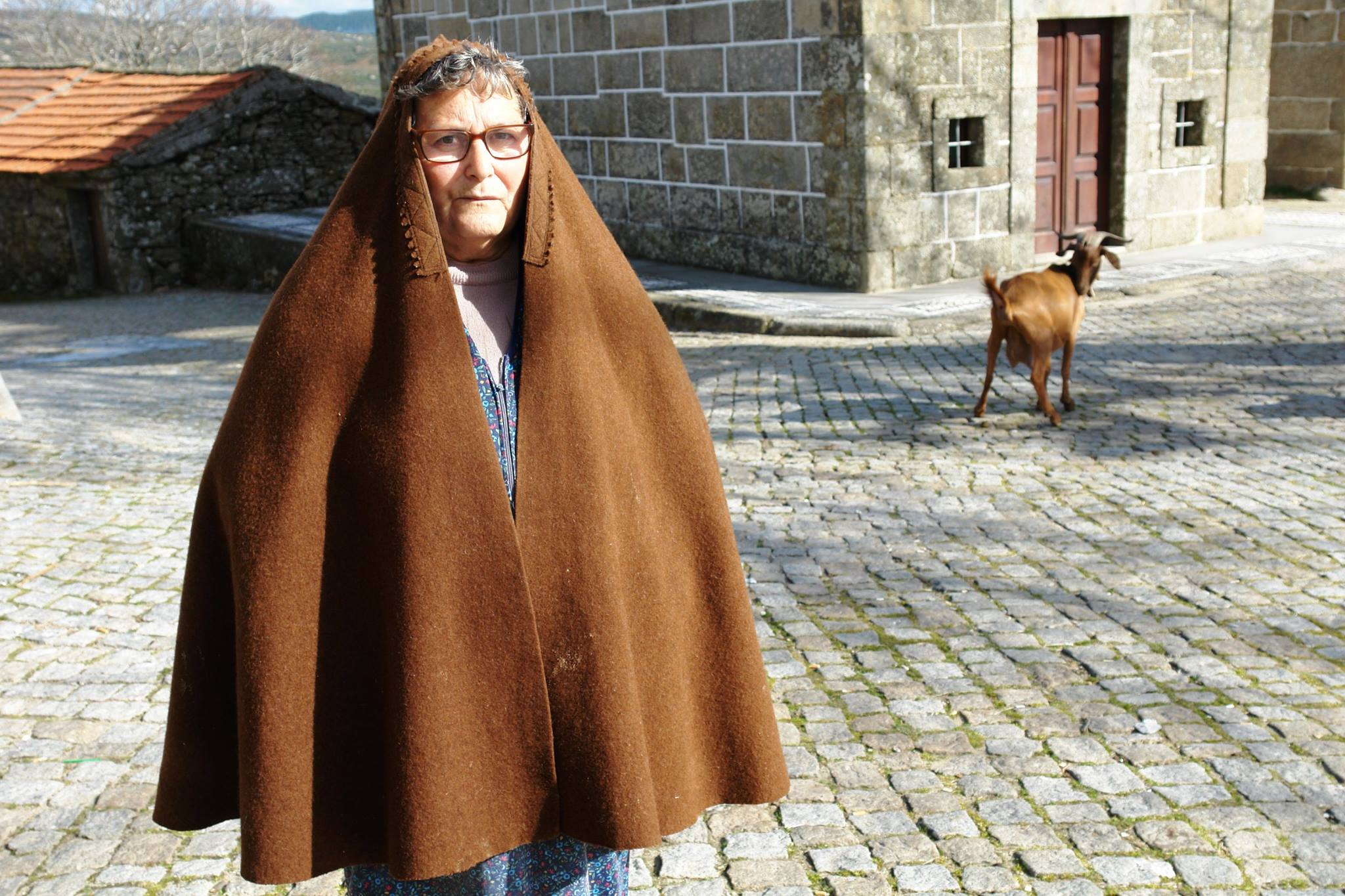
Donzilia com capucha
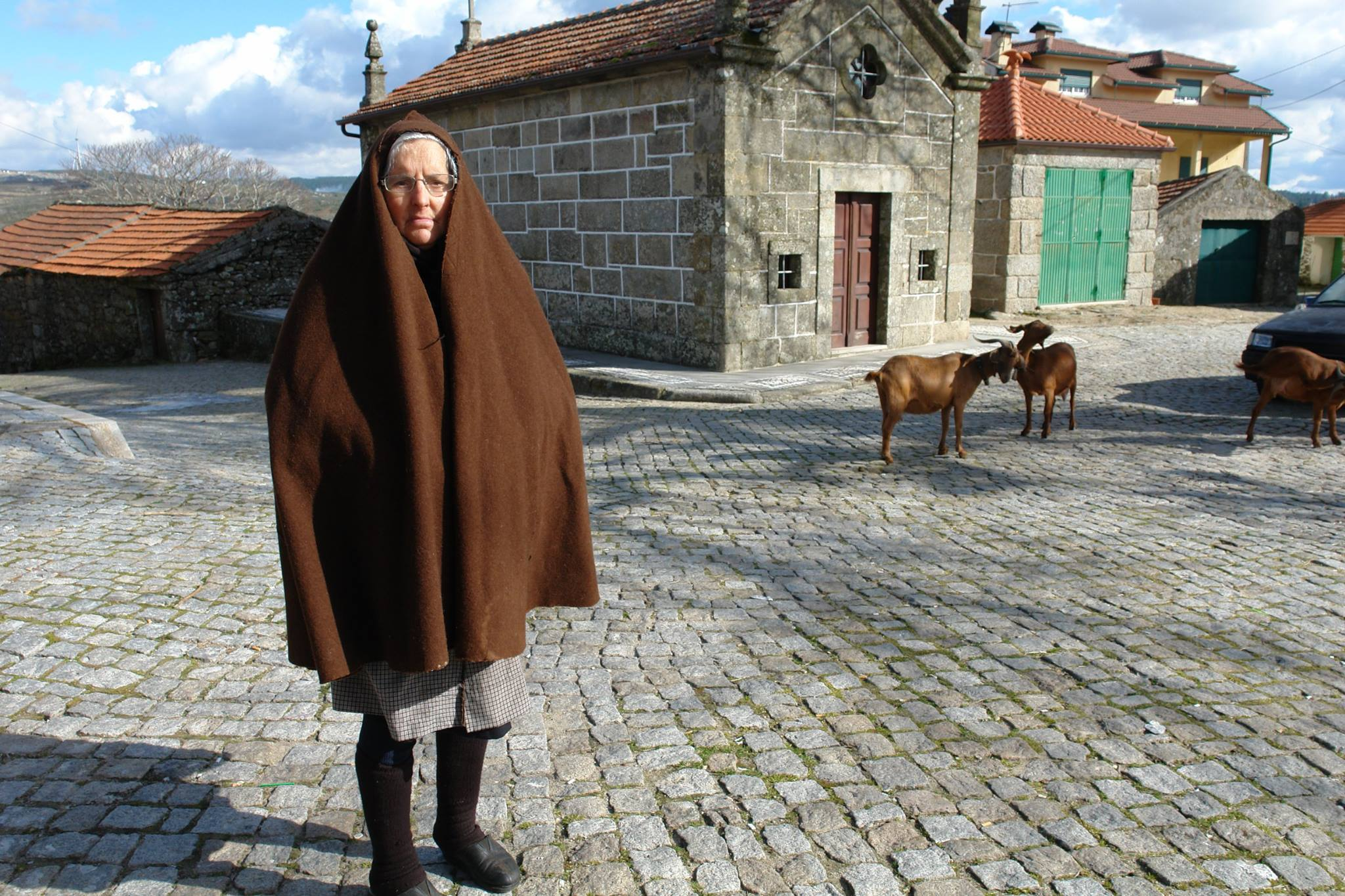
Celeste com capucha
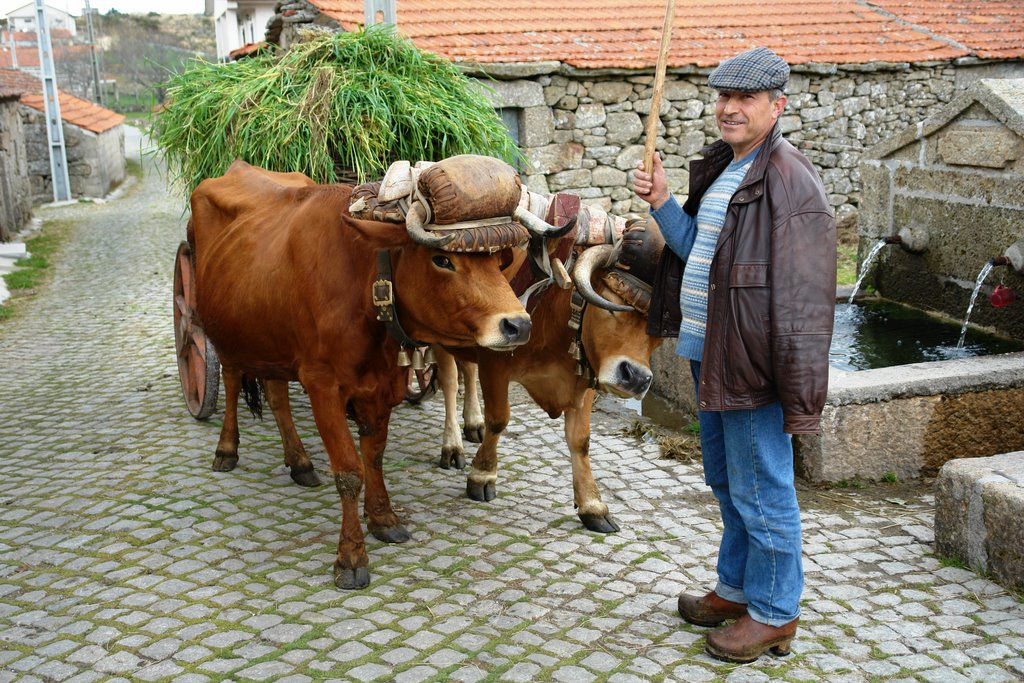
Junta de vacas com Abraão